# لولی ۸۶۷۶
سیارک ۸۶۷۶ (به انگلیسی: 8676 Lully، نامگذاری:1992CT2) هشت هزار و ششصد و هفتاد و ششمین سیارک کشف شده‌است که در ۲ فوریه ۱۹۹۲ کشف شد.
قدر مطلق سیارک برابر ۳۲.۳ است.